# Polichno
Polichno (im regionalen Dialekt „Políchno“; ungarisch Parlagos – bis 1907 Polichnó) ist eine Gemeinde im Süden der Slowakei mit 124 Einwohnern (Stand 31. Dezember 2024). Sie gehört zum Okres Lučenec, einem Kreis des Banskobystrický kraj, und ist zugleich Teil der traditionellen Landschaft Novohrad.

## Geographie

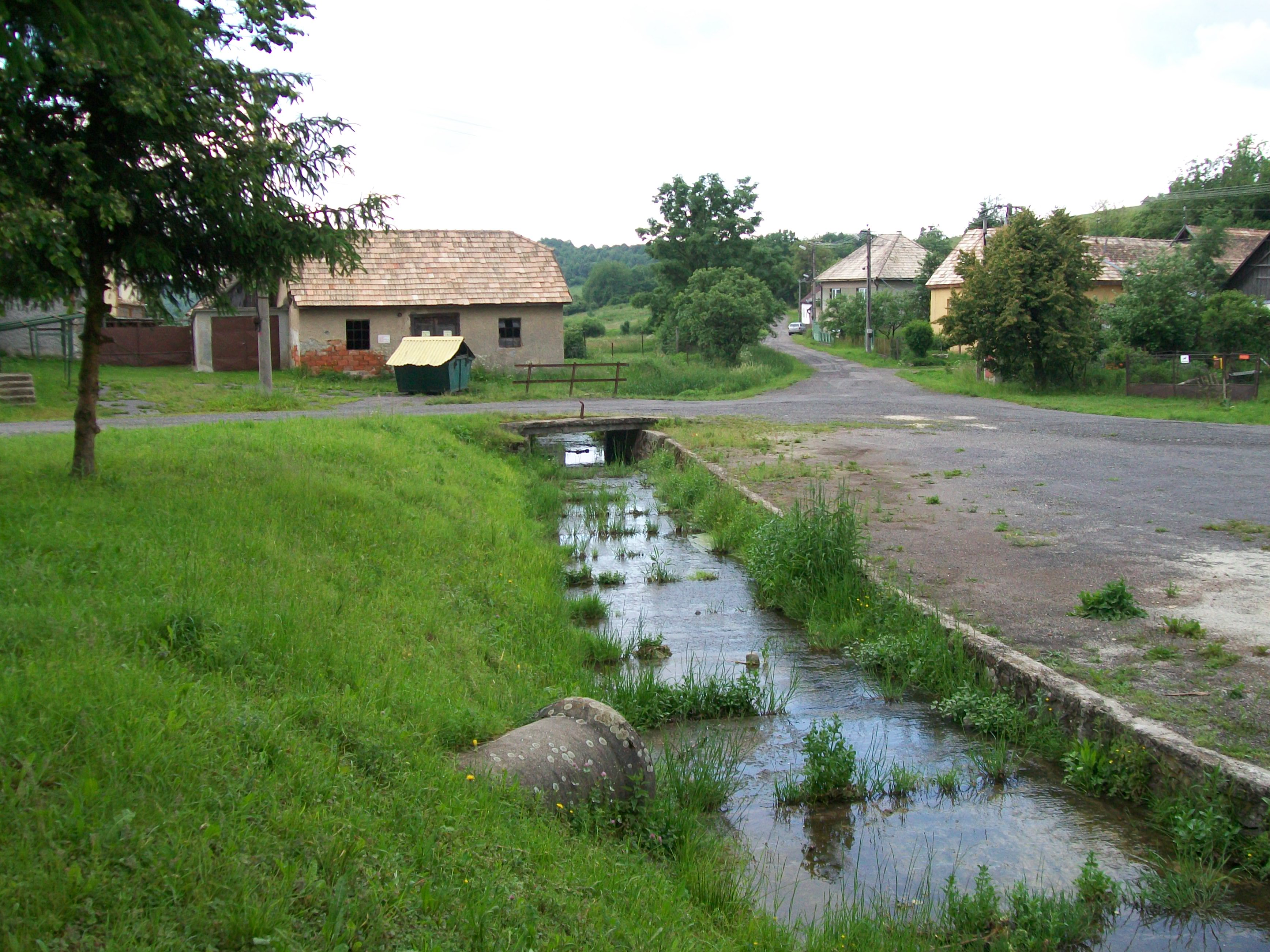
Der Polichniansky potok

Die Gemeinde befindet sich im Gebirge Ostrôžky in einem kleinen Talkessel des Baches Polichniansky potok, im Einzugsgebiet des Ipeľ. Das Ortszentrum liegt auf einer Höhe von 596 m n.m. und ist 16 Kilometer von Lučenec entfernt.
Nachbargemeinden sind Tuhár im Norden im Osten, Stará Halič und Halič im Südosten, Praha im Süden, Lentvora im Südwesten und Ábelová im Westen.

## Geschichte

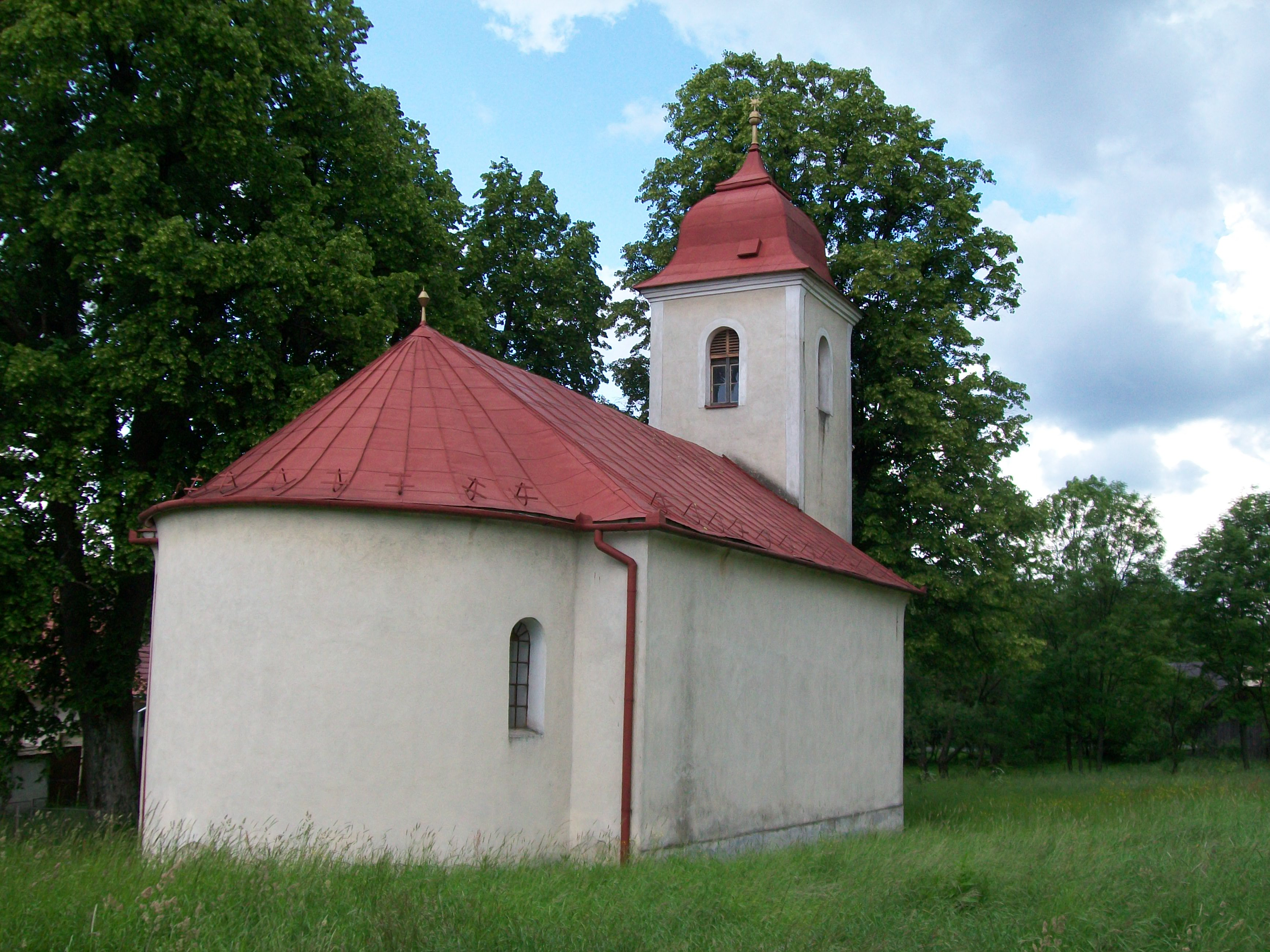
Evangelische Kirche

Polichno entstand wahrscheinlich im 14. Jahrhundert und wurde zum ersten Mal 1467 als Polyhna schriftlich erwähnt und gehörte damals zum Herrschaftsgebiet der Burg Divín. In der zweiten Hälfte des 16. Jahrhunderts lag die Ortschaft im Osmanischen Reich, genauer im Sandschak Szécsény. Danach lag sie im Herrschaftsgut von Halič, kam aber zeitweise zurück zum Herrschaftsgebiet von Divín. 1828 zählte man 54 Häuser und 437 Einwohner, deren Haupteinnahmequellen wenig fruchtbare Landwirtschaft und Viehhaltung waren.
Bis 1918/1919 gehörte der im Komitat Neograd liegende Ort zum Königreich Ungarn und kam danach zur Tschechoslowakei beziehungsweise heute Slowakei.

## Bevölkerung
| Jahr                | 1994 | 2004     | 2014    | 2024     |
| ------------------- | ---- | -------- | ------- | -------- |
| Anzahl der Personen | 123  | 149      | 140     | 124      |
| Unterschied         |      | +21,13 % | −6,04 % | −11,42 % |

| Jahr                | 2023 | 2024 |
| ------------------- | ---- | ---- |
| Anzahl der Personen | 124  | 124  |
| Unterschied         |      | +0 % |

Gemäß der Volkszählung 2011 wohnten in Polichno 145 Einwohner, davon 138 Slowaken sowie jeweils 1 Magyare und Tscheche. 5 Einwohner machten keine Angabe zur Ethnie.
58 Einwohner bekannten sich zur Evangelischen Kirche A. B., 56 Einwohner zur römisch-katholischen Kirche und 12 Einwohner zu den Siebenten-Tags-Adventisten. 5 Einwohner waren konfessionslos und bei 13 Einwohnern wurde die Konfession nicht ermittelt.

## Bauwerke

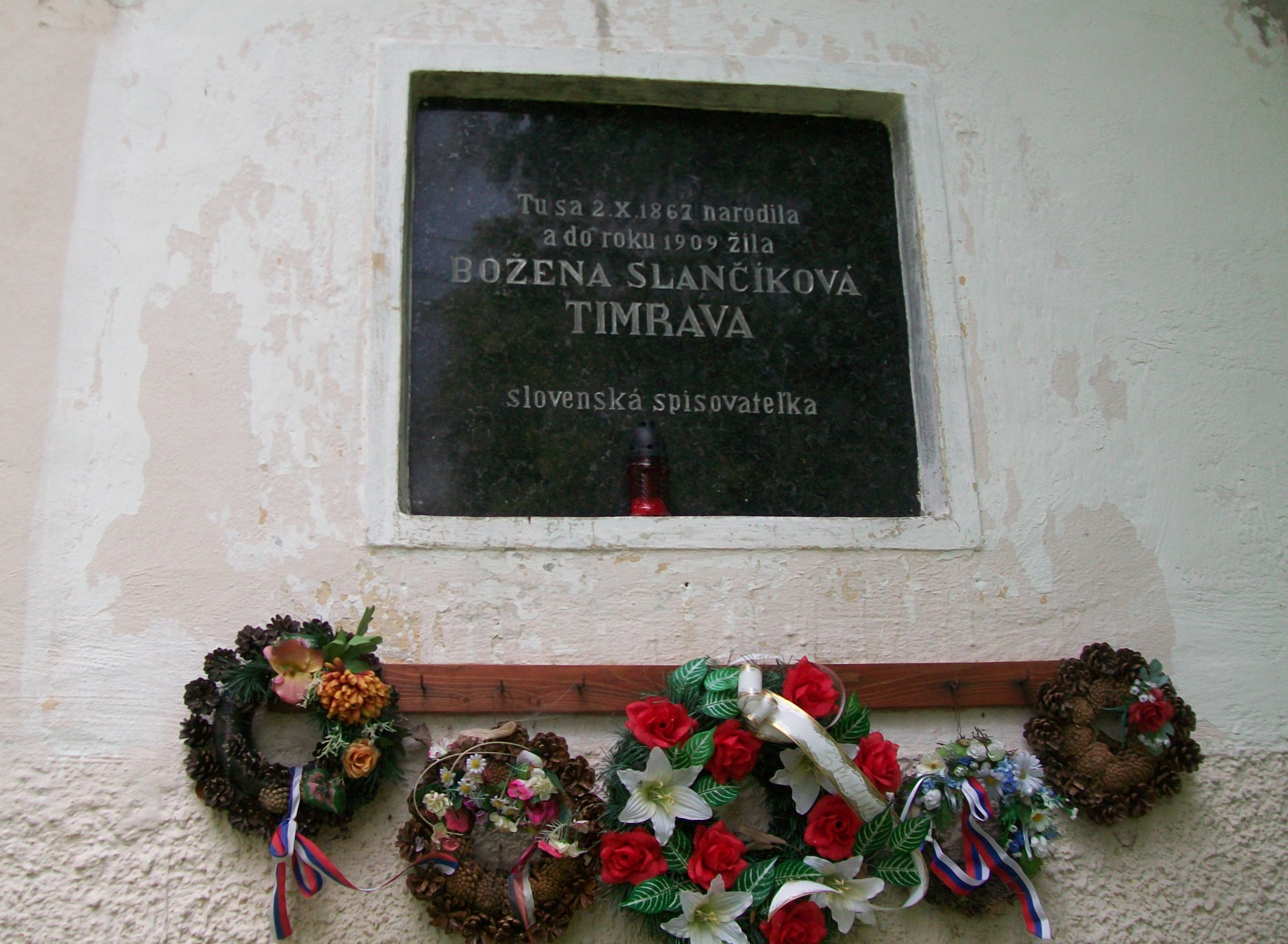
Gedenktafel für Božena Slančíkova-Timrava

- evangelische Kirche im klassizistischen Stil aus dem Jahr 1788, 1871 vergrößert

## Söhne und Töchter der Gemeinde
- Božena Slančíková-Timrava (1867–1951), slowakische Schriftstellerin